# Puente romano de Cercedilla
El puente romano de Cercedilla es un puente del municipio español de Cercedilla.

## Descripción
Ubicado en el término municipal de Cercedilla, en la Comunidad de Madrid, se yergue sobre el arroyo de la Venta y formó parte de la antigua calzada romana de la Fuenfría. El 27 de mayo de 1981 se incoó expediente para su declaración como monumento histórico-artístico, mediante una resolución publicada el 21 de julio de ese mismo año en el Boletín Oficial del Estado, con la rúbrica del director general de Bellas Artes, Archivos y Bibliotecas del Ministerio de Cultura, Javier Tusell.